# Аркола (Тексас)
Аркола (енгл. Arcola) град је у америчкој савезној држави Тексас. По попису становништва из 2010. у њему је живело 1.642 становника.

## Демографија
Према попису становништва из 2010. у граду је живело 1.642 становника, што је 594 (56,7%) становника више него 2000. године.
| Група             | 2000.       | 2010.         |
| Белци             | 125 (11,9%) | 128 (7,8%)    |
| Афроамериканци    | 358 (34,2%) | 468 (28,5%)   |
| Азијати           | 23 (2,2%)   | 16 (1,0%)     |
| Хиспаноамериканци | 544 (51,9%) | 1.025 (62,4%) |
| Укупно            | 1.048       | 1.642         |